# سفارة ألمانيا في مصر
سفارة ألمانيا لدى مصر هي الممثلية الدبلوماسية العليا لدولة ألمانيا لدى جمهورية مصر العربية.

## السفارة
2 شارع برلين، الجبلاية، الزمالك، محافظة القاهرة.

## اقرأ أيضا
- قائمة البعثات الدبلوماسية في مصر